# Pachnobia diffusa
Pachnobia diffusa là một loài bướm đêm trong họ Noctuidae.